# پاپروتنگا (شهرستان شدلتسه)
پاپروتنگا (به لهستانی:  Paprotnia) یک روستا در لهستان است که در گمینا پاپروتنگا واقع شده‌است.